# Aleksej Aleksejevitj German
Aleksej Aleksejevitj German (russisk: Алексе́й Алексе́евич Ге́рман) (født 4. september 1976 i Sankt Petersborg i Sovjetunionen) er en russisk filminstruktør og manuskriptforfatter.

## Filmografi
- Garpastum (Гарпастум, 2005)[1][2]
- Bumazjnyj soldat (Бумажный солдат, 2008)
- Korotkoje zamykanije (Korotkoje zamykanije, 2009)
- Pod elektritjeskimi oblakami (Под электрическими облаками, 2015)
- Dovlatov (Довлатов, 2018)
- Delo (Дело, 2021)